# Babi néni
Babi néni egy rajzfilmszereplő.

## Története
2009 októberében Dandó Zoltán álmodta meg, aki eleinte csak a saját és környezete szórakoztatására fejlesztette a Babi néni történeteket. Dandó, aki jelenleg hangszerelőként, zenészként és zeneszerzőként dolgozik, a NOX (együttes) oszlopos tagja és egyben Babi néni „magyar hangja", már korábban is kitalált hasonló figurákat. Előfutára volt az Angyalbárányok című népmese remixe, ami már évekkel korábban elkészült, de nem került rögtön publikálásra. Nagy siker lett viszont a Farkas Berci széjjelfagy című mese-remix.
Eredetileg ez a Magyar Népmesék című rajzfilmsorozat „Kőleves” című epizódjának a szinkronparódiája.
A történetek az alkotó saját otthoni stúdiójában készültek el, rendkívül rövid idő alatt. Dandó szerint „Mindenki ismer egy Babi nénit”. Olyan történetet próbált kitalálni, amiben egy öregasszony a főszereplő, és a zöldségek, valamint a bauxitfőzelék körül bonyolódik, a stand-up comedy stílusában. A figura olyan népszerűvé vált, hogy hamarosan olyan televíziós reklámok készültek vele, mint a Szállás.hu videóreklámja vagy a „Gyárfeszt 2010”.

## Nyelvezete
Nyelvezete ízesen népies, keveredve a stand-up comedy spontán kitalált szövegével. Babi néni és a többi szereplő magyar hangja Dandó Zoltán.

## Babi néni a neten
A történet a középiskolások és az egyetemisták körében lett népszerű legelőször. Babi néni rendelkezik önálló Facebook-oldallal (közszereplő kategóriában, 246 000 taggal), videóit pedig szintén több százezren tekintették már meg. Időközben a filmeket az eredeti gyártó, a Kecskemétfilm levetette a YouTube-ról, mert ők akarják az eredetieket HD minőségben feltenni.

### Elkészült részek
- Babi néni a strandra megy[4]

## Interjúk
- Babi néni vagyok én, a öreg[halott link]
- NEO FM-Bumeráng-Babi néni strandra megy 1/2 2010.05.28. YouTube